# Koncentracijsko taborišče Ljubelj
Koncentracijsko taborišče Ljubelj je bilo zgrajeno leta 1943 na obeh straneh ljubeljskega prelaza kot pomožno taborišče koncentracijskega taborišča Mauthausen. Do konca vojne je moralo približno 1800 jetnikov skopati predor skozi Karavanke. Pri tem je okoli 40 ljudi umrlo zaradi trdega dela ali pa so jih usmrtili.
Zaradi strateških in gospodarskih razlogov so se nacisti odločili za izboljšavo prometnih poti proti jugu. Predvsem Friedrich Rainer, eden glavnih nacistov, se je močno zavzemal za gradnjo predora na Ljubelju. Leta 1943 je sklenil državni gradbeni oddelek pogodbo s podjetjem »Universale Hoch und Tiefbau AG«, ki naj bi vodilo gradbeni postopek predora in zgradilo koncentracijsko taborišče.
Dodatno so sklenili pogodbe z SS, ki je bila odgovorna za pridobitev »delovnih sil«. 1561 metrov dolg predor naj bi nadomestil edino takratno povezavo, ozko in strmo cesto z do 28 % nagibom. Na obeh straneh Ljubelja so zgradili koncentracijsko taborišče. Manjše taborišče na severu (Koroška) in večje taborišče na jugu. Na južni strani so začeli z vrtanjem predora že marca leta 1943, medtem ko na severni strani šele junija istega leta. Dodatno je bilo zaposlenih okoli 660 civilnih delavcev. Ti so prišli delno prostovoljno in delno prisilno na Ljubelj. Nekateri od njih so bili poslani v Nemčijo preko vichyjskega »Service du Travail obligatoire«. Prva polovica jetnikov je prišla na Ljubelj junija 1943. V Mauthausnu so jih naložili na vagone za živino in jih poslali v Tržič, ki je blizu koncentracijskega taborišča. Prebivalci Tržiča so poskušali jetnikom na skrivaj dajati živila in cigarete, medtem ko so jih pripadniki SS natovorili na tovornjake in jih odpeljali na Ljubelj. Večina jetnikov je bila tukaj zaradi političnih razlogov, drugi zaradi odklanjanja prisilnega dela, tretji pa so bili vojni ujetniki najrazličnejših narodnosti. Največji del jetnikov, okoli 800, so bili Francozi. Tem se je pridružilo približno 450 Poljakov, 188 Rusov in 144 Jugoslovanov. Okoli 70 Nemcev in Avstrijcev so bili, večinoma, obsojeni lopovi in roparji. Ti so imeli vodilne pozicije v taborišču ali pa jim je bilo dodeljeno lažje delo. Ostali jetniki so prišli iz Češke, Norveške, Luksemburga, Grčije, Belgije in Nizozemske. Leta 1944 so deportirali 15 judovskih ujetnikov iz Madžarske na Ljubelj. Že po nekaj tednih so jih poslali nazaj v Mauthausen.
Komandant taborišča je bil Julius Ludolf. Pod njegovim vodstvom se je začelo pretepanje jetnikov, tako imenovana »Corridas«. Jetniki so morali neprestano opravljati najtežja dela, medtem ko so jih njihovi pazniki venomer pretepali. Ker se je gradbeno podjetje že kmalu začelo razburjati, da je veliko jetnikov nesposobnih za delo, je Ludolfa že avgusta 1943 nadomestil Jakob Winkler. Tudi pod njegovim vodstvom ni bilo nič bolje. Govori se celo, da se je situacija poslabšala za jetnike. Civilnim delavcem, ki so tudi delali v predoru, je bil prepovedan kontakt z jetniki. Vseeno pa so jim pomagali, tako da so, na primer, pretihotapili pisma in pakete v taborišče in s tem vzpostavili povezavo med ujetniki in zunanjim svetom ter njihovimi družinami. 4. decembra 1943 so skopali predor tako daleč, da so imeli majhno povezavo iz ene strani na drugo. Leto kasneje je bil predor že tako velik, da so se lahko prva vozila peljala skozi. Slabi ali dela nesposobni delavci so bili poslani v Mauthausen, kar je pomenilo zanje gotovo smrt. Zdravnik taborišča Sigbert Ramsauer je bil odgovoren za določitev jetnikov, ki so šli nazaj v Mauthausen. Usmrtil je okoli 30 ljudi z injekcijo bencina v srce, ker je menil, da ne bi preživeli transporta v Mauthausen. Ta postopek je imenoval »lepa smrt«. Jetnike pa je tudi zlorabljal za svoje poskuse.
Od leta 1943 do 1945 so taboriščniki večkrat poskušali uiti. Tiste, ki so bili pri pobegu ujeti, so takoj poslali v Mauthausen in jih tam usmrtili. Tisti, ki so lahko zbežali, so se pridružili partizanom in se bojevali na njihovi strani. 16. aprila 1945 je bilo zaradi naraščajoče partizanske aktivnosti taborišče na koroški strani zaprto in so jetnike premestili na južno stran. 7. maja so premestili 80 jetnikov iz »stranskega taborišča Celovec« v Lendorfu na Ljubelj. Še isti dan so izpustili vse jetnike. Slovenske jetnike so poslali v Tržič, kjer jih je Gorenjsko domobranstvo zopet zajelo, a kmalu spet izpustilo. Vsi ostali jetniki so morali iti skupaj z možmi SS, kateri so jih uporabljali kot žive ščite, skozi predor na Koroško. V Rožu so nato partizani napadli in osvobodili vse preostale jetnike. Taboriščni komandant Jakob Winkler je bil, po odločitvi britanskega vojaškega sodišča, usmrčen na vislicah. Sigbert Ramsauer naj bi moral do konca svojega življenja v zapor, vendar je bil leta 1956 pomiloščen.

## Spominski kraj
Slovenska vlada je leta 1950 pustila zgraditi na mestu, kjer je bilo koncentracijsko taborišče, spomenik in razglasila ta prostor za spominski kraj. Trpljenje jetnikov je prikazano s spomenikom arhitekta Borisa Kobeta. Kip okostnjaka je dodal kovač J. Bertoncelj. Kje je stalo južno taborišče, se še danes dobro vidi, kajti do danes so ohranjeni betonski temelji barak. Z jeklenimi ograjami zaščiten provizorični krematorij spominja na tukaj sežgane jetnike. Na koroški strani niso ohranjeni nobeni ostanki taborišča. Samo dve spominski tablici spominjata na trpljenje jetnikov koncentracijskega taborišča.
V letu 2021 je Tržiški muzej ob bližnjem gostišču postavil muzej Koncentracijsko taborišče Ljubelj/Mauthausen 1943-1945, ki je posvečen dogajanju na Ljubelju med 2. svetovno vojno.